# Narwal
El Narwal fue un barco pesquero argentino hundido por la Real Fuerza Aérea británica durante la Guerra de las Malvinas.

## Historia

### Guerra de las Malvinas
Originalmente, el Narwal era un buque pesquero, sin embargo, a finales de abril de 1982 durante su estancia en Mar del Plata, la Armada Argentina lo envió con toda su tripulación al sur de las Islas Malvinas durante la guerra para que informaran de todo lo que veían. Antes de ir rumbo a las islas, hizo escala en Bahía Blanca. El buque tenía orden de simular que pescaba en la zona de exclusión (entrando y saliendo de ella), y lo hizo por alrededor de diez días, mientras realizaba tareas de inteligencia para la Argentina. Para ello había sido equipado con sensores electrónicos.
El entonces capitán del buque era Asterio Wagata, nacido en Paraguay e hijo de japoneses. También el pesquero contaba con un tripulante uruguayo, que permaneció a bordo, y con tripulantes chilenos que quedaron en Bahía Blanca. Al partir hacia las islas, a bordo iban 24 civiles y un teniente de navío, Juan Carlos González, simulando ser un pescador más.

#### Ataque
No obstante, fue identificado como spyship o buque espía por las fuerzas del Reino Unido el 29 de abril, y hundido en la mañana 9 de mayo de 1982.
El primero de los tres ataques con dos aviones Sea Harrier del HMS Hermes (R12) comenzó a las 8:45 y reventó dos camarotes, hiriendo de muerte a Omar Alberto Rupp, el único fallecido. Como un misil había dado en la línea de flotación, la bodega y la sala de máquinas se llenaron de agua en poco tiempo. Otra bomba no llegó a explotar. El segundo ataque fue de ráfaga de cañones de 30 mm, destruyendo los equipos de comunicación y navegación. El ataque también dejó doce heridos.
Los Sea Harriers pertenecían al Escuadrón Aeronaval 800, piloteados por el teniente Morgan y teniente comandante Batt. Estos habían sido enviados a Puerto Argentino para una misión de bombardeo, pero la misión no se completó debido a las bajas nubes sobre los objetivos. En el vuelo de vuelta al HMS Hermes descubrieron el buque pesquero y obtuvieron el permiso para atacarlo.
La tripulación, horas más tarde, fue tomada como prisionera por comandos del Special Boat Service que descendieron desde un helicóptero Westland Sea King, y enviada al portaaviones HMS Invincible (R05). Los británicos habían reconocido al militar argentino que viajaba encubierto.
Un helicóptero Aérospatiale SA 330 Puma argentino había despegado desde Puerto Argentino para rescatar a la tripulación, luego de recibir una señal de socorro del Narwal; fue derribado por un misil del HMS Coventry (D118), matando a los tres tripulantes.
El buque se hundió en su totalidad al día siguiente, el 10 de mayo. Ese mismo día, la tripulación, ya prisionera, le hizo un funeral de honor a Omar Rupp —cuyo cuerpo también lo habían capturado los británicos—, y lo arrojó al mar. Diez días después, los argentinos fueron enviados al buque hospital Hecla y de allí partieron a Montevideo, retornando a Buenos Aires a principios de junio de 1982.

## Día de la Participación Civil en la Guerra de Malvinas
En 2007 en Mar del Plata se conmemoró por primera vez el Día de la Participación Civil en la Guerra de Malvinas el 9 de mayo para reconocer la participación de la tripulación del Narwal en la guerra. La fecha había sido instituida por el Concejo Deliberante del partido de General Pueyrredón.
En noviembre del mismo año, los diputados nacionales Eduardo De Bernardi y Carlos Kunkel presentaron ante la Cámara de Diputados de la Nación Argentina un proyecto de ley para instituir el 9 de mayo de cada año como Día Nacional de la Participación Civil en la Guerra de Malvinas.

Artículo 1.º – Institúyese la fecha del 9 de mayo como Día Nacional de la Participación Civil en la Guerra de Malvinas, en conmemoración del hundimiento del buque pesquero argentino “Narwal”, durante la Guerra de Malvinas.

Artículo 2.º – La fecha mencionada queda incorporada al calendario de actos y conmemoraciones oficiales de la Nación.

Artículo 3.º – El Ministerio de Educación, Ciencia y Tecnología de la Nación coordinará con las autoridades provinciales la inclusión de este acontecimiento histórico en los planes de estudio, según corresponda en cada nivel y adaptado a los diferentes distritos del país.